# Love Affair (Amerikaanse band)
Love Affair, ook wel L.A. genoemd, was een Amerikaanse band.

## Geschiedenis
De band werd in 1976 als Brick opgericht door gitarist Wes Coolbaugh, gitarist John Zdravecky en bassist Wayne Cukras, die elkaar kenden van de Ford Junior High School in Cleveland (Ohio). Drummer Michal Hudak voegde zich bij hen en de bandnaam werd gewijzigd in Skyport. Enkele maanden later, met Rich Spina als toetsenist en zanger, noemden ze zich Stairway en in november 1976 ging de band verder onder de naam Love Affair.
In Florida werkten ze aan hun debuutalbum (werktitel: Miami Springs) en sloten ze een platenovereenkomst met het onafhankelijke platenlabel Radio Records. Het album werd in juni 1980 uitgegeven. Peter Schekeryk, de echtgenoot van zangeres Melanie, verzorgde hiervoor de muzikale productie. Als singles werden de liedjes "Mama Sez" en "Cleveland Boys" uitgegeven. Met "Mama Sez" bereikte Love Affair de Billboard Hot 100.
Het tweede album, getiteld Doyawanna, werd geproduceerd door een A&R-medewerker en in mei 1981 uitgegeven. In 1983 werd Zdravecky vervangen door gitarist en toetsenist Jim Golan, waarna de bandnaam werd gewijzigd in Unknown Stranger. Na de opnamen van een extended play werd Cukras vervangen door Mark Best en noemden ze zich weer Love Affair. De band werd in 1984 opgeheven.

## Discografie
- Love Affair (1980)
- Doyawanna (1981)